# Le Nuage
Pour les articles homonymes, voir Nuage (homonymie).
Le Nuage (Die Wolke) est un livre de Gudrun Pausewang paru en 1987. Il traite d'une éventuelle catastrophe nucléaire (type Tchernobyl en pire) en Allemagne.
Janna-Berta et son frère Uli sont seuls à la maison à Schlitz lors de l'accident nucléaire qui se produit non loin de là à Grafenrheinfeld. Leurs parents et leur petit frère de moins de 3 ans (Kai) se trouvent à Schweinfurt près de l'accident. L'héroïne est une jeune fille de 14 ans(Janna-Berta) qui perd son frère (Uli) sous une voiture en fuyant la région contaminée. Elle perd ensuite toute sa famille et se retrouve chez sa tante Almut à fonder un centre pour les réfugiés contaminés, et une association pour faire pression sur le gouvernement pour stopper la construction et même l'utilisation des centrales nucléaires...
Le roman s'est vendu à plus d'1,5 million d'exemplaires.
Une adaptation cinématographique parut en 2006 sous le titre Die Wolke (The Cloud dans la version anglaise).